# Robert de Haze Winkelman
Robert Alexander Emile de Haze Winkelman (Den Haag, 14 januari 1954) is een Nederlands voormalig politicus voor de Volkspartij voor Vrijheid en Democratie (VVD) en oud-directeur van de Vereniging van Effectenbezitters. De Haze was van 2016 tot 2018 lid van Forum voor Democratie (FVD) en diens Raad van Advies. In mei 2019 keerde hij terug bij de partij.

## Levensloop
Na de HBS te Den Haag studeerde De Haze Winkelman bedrijfsrecht en fiscaal recht aan de Universiteit Leiden. Van 1 januari 1986 tot 1 januari 1987 was hij werkzaam als plaatsvervangend hoofd van de loonbelasting van het ministerie van Financiën. Van 1 januari 1987 tot 1 januari 1996 was hij directeur van de Vereniging van Effectenbezitters.
In 1980 en 1981 was De Haze Winkelman landelijk voorzitter van de JOVD. Van 28 april 1987 tot 13 april 1999 was hij lid van de Provinciale Staten van Zuid-Holland voor de VVD, waarvan de laatste 4 jaar als fractievoorzitter en van 13 juni 1995 tot 8 juni 1999 was hij lid van de Eerste Kamer der Staten-Generaal. In de Eerste Kamer hield hij zich voornamelijk bezig met financiën, belastingen en sociale zaken.
Op 13 december 2011 zegde De Haze zijn lidmaatschap van de VVD op, nadat was gebleken dat zijn partijgenoten in de Eerste Kamer tegen een initiatiefwetsvoorstel van de Partij voor de Dieren voor een verbod op onverdoofd ritueel slachten zouden gaan stemmen.
Hij was 39 jaar lid van de VVD. In november 2016 werd hij lid van Forum voor Democratie en nam tevens plaats in de raad van advies van die partij.
In mei 2017 kwam de Haze Winkelman in sommige media onder vuur te liggen, omdat hij middels een tweet verwees naar de Richard Coudenhove-Kalergi-complottheorie. De site waarop het artikel staat bevatte meer extreme denkbeelden. Na ophef is de tweet verwijderd. De Haze Winkelman nam echter geen afstand van de ideeën in de complottheorie en ziet het volgens eigen zeggen nog steeds als een reële optie dat ’leidende mensen in de Europese Unie er zo’n geheime agenda op nahouden’.
Begin februari 2018 werd hij, samen met voormalig VVD-statenlid Betty Jo Wevers, door het partijbestuur uit het lidmaatschap van Forum voor Democratie ontzet. Zij werden ervan beschuldigd door 'dreigementen en kwaadsprekerij [te] hebben geprobeerd de gecontroleerde uitbouw van de partij actief tegen te werken en het partijbestuur over te nemen'. De statuten van FVD maken dit overigens onmogelijk (art. 28). Zelf schreven zij de ontzetting toe aan hun pleidooi voor meer partijdemocratie, maar het bestuur wilde zelf alle controle blijven uitoefenen. Op 15 mei 2019 berichtte FVD dat het conflict was bijgelegd en dat De Haze Winkelman weer actief was voor de partij.
Vanaf 22 mei 2019 is hij commissaris van de beursgenoteerde onderneming Value8.
- Parlement.com: vg09llpulcwn